# GSC7523-1013
GSC7523-1013 — хімічно пекулярна зоря спектрального класу B5, що має видиму зоряну величину в смузі V приблизно 10,2.

## Пекулярний хімічний склад
Зоряна атмосфера GSC7523-1013 має підвищений вміст 
He
.